# Montourtier
Montourtier foi uma comuna francesa na região administrativa da Pays de la Loire, no departamento de Mayenne. Estendia-se por uma área de 19,09 km². Em 2010 a comuna tinha 352 habitantes (densidade: 18,4 hab./km²).
Em 1 de janeiro de 2019, a comuna foi incorporada à nova comuna de Montsûrs.